# Yūhei Tokunaga
Yuhei Tokunaga (徳永 悠平, Tokunaga Yuhei) est un footballeur japonais né le 25 septembre 1983 à Kunimi dans la préfecture de Nagasaki au Japon.